# Наапет (фильм)
Наапет — советский художественный фильм режиссера Генриха Маляна. Экранизация одноименной повести Рачия Кочара.
Фильм получил главный приз XI Всесоюзного кинофестиваля в Ереване.

## Сюжет
Картина рассказывает о человеке по имени Наапет, выжившем после геноцида армян. Потеряв всё, что у него было, он начинает жизнь заново.

## В ролях
- Сос Саркисян — Наапет
- Софик Саркисян — Нубар
- Фрунзик Мкртчян — Апро
- Галя Новенц — Антарам
- Гуж Манукян — Гукас

## Критика
Критики в целом высоко оценили фильм, выделяя не только работу режиссёра, но и оператора Сергея Исраеляна. В частности киновед Э. Х. Паязат характеризовал «Наапет» как фильм, «поэтичность которого органично сочетается с ярко выраженной гражданской страстностью, а выразительность лирических сцен с удивительной эмоциональностью и емкостью метафорических картин».